# Халепский, Иннокентий Андреевич
Инноке́нтий Андре́евич Хале́пский (2 [14] июля 1893, Минусинск — 29 июля 1938, Москва) — советский военный и государственный деятель, командарм 2-го ранга (1935). Народный комиссар связи СССР (1937).

## Биография
Сын портного. Образование получил в Минусинском уездном городском училище. С 16-летнего возраста работал линейным монтёром на телеграфе в Минусинске, телеграфистом в Красноярской почтово-телеграфной конторе. Во время Февральской революции 1917 года находился в Петрограде. Во время Октябрьской революции 1917 года находился в Томске, где принимал активное участие в установлении Советской власти. На 1-м Всероссийском съезде почтово-телеграфных работников РСФСР (апрель 1918 года) избран членом ЦК профсоюза, который утвердил его чрезвычайным комиссаром почт и телеграфов Урала. Член ВКП(б) с 1918 года. 
Однако вскоре после его прибытия на Урал начался мятеж Чехословацкого корпуса. С мая по июль 1918 года воевал простым бойцом в красногвардейском отряде, участвовал в боях с белочехами на Урале.
В июле 1918 года зачислен в Красную Армию. Активный участник Гражданской войны. В июле — октябре 1918 года — начальник связи 3-й армии Восточного фронта. С октября 1918 по март 1919 года — чрезвычайный комиссар связи всех фронтов. В марте — сентябре 1919 года — народный комиссар почт и телеграфов Украины. С сентября 1919 года — чрезвычайный уполномоченный по связи при РВС Южного фронта, а с октября 1919 по июнь 1920 года — начальник связи последовательно Южного, Юго-Западного и Кавказского фронтов. В июле — сентябре 1920 года — помощник, затем заместитель начальника Управления связи РККА.
С 1920 года — начальник Управления связи РККА. Окончил Высшие академические курсы при Военной академии РККА в 1924 году. С 1924 года — начальник Военно-технического управления РККА. С 1929 года — начальник Управления моторизации и механизации РККА, одновременно в 1932—1934 годах являлся членом Реввоенсовета СССР. С 1934 года — начальник Автобронетанкового управления РККА. С 1936 года — начальник вооружений РККА.
В марте — апреле 1937 года — первый заместитель наркома связи СССР. С апреля по август 1937 года — народный комиссар связи СССР. В августе — ноябре 1937 года — особоуполномоченный СНК СССР по связи.
Арестован 13 ноября 1937 года. Обвинён в участии в военно-фашистском заговоре в РККА. На следствии под пытками оговорил более 100 человек из числа своих знакомых — сослуживцев и подчинённых. Осуждён 29 июля 1938 года Военной коллегией Верховного суда СССР к высшей мере наказания и в тот же день расстрелян. Реабилитирован 8 сентября 1956 года Военной коллегией Верховного суда СССР.
Место погребения праха — общая могила №1 на Донском кладбище города Москвы.

## Воинские звания
- Командарм 2-го ранга — 20 ноября 1935[1]

## Сочинения
- Министерство разъяснило // Почтово-телеграфная трибуна. № 16 (15.09.1917). С. 6.
- Войска связи и их назначение. — М., 1924
- Связь в полку, батальоне и роте при наступлении. (Организация и устройство). — М., 1924
- Роль и значение радиотехники в Красной Армии и радиолюбительство. — М.— Л., 1926
- Современная техника и война. — М., 1926
- Техника и война. — М., 1926

## Награды
- орден Ленина (1933, «к 15 годовщине РККА за большую и плодотворную работу по техническому оснащению РККА»)
- орден Красного Знамени (1921)